# Луковит
Лу̀ковит е град в Северна България. Той се намира в област Ловеч, на двата бряга на река Златна Панега по пътя от София за Плевен и Русе, в близост до град Червен бряг. Градът е административен център на община Луковит.
По данни на ГРАО към 15 септември 2023 г. в града живеят 9217 души по настоящ адрес и 10 133 души по постоянен адрес.

## География
Луковит е разположен на двата бряга на река Златна Панега. Цялата община Луковит се намира в преходен район между Дунавската равнина и Предбалкан. През територията ѝ минават три реки: река Искър, река Вит и река Златна Панега.
Климатът е смекчен умереноконтинентален, липсват екстремните летни горещини и зимни студове, които са характерни за рязко изразения умереноконтинентален климат на Дунавската равнина. В резултат на тези и други фактори почвите на територията на общината се характеризират с голямо разнообразие.
В околностите на град Луковит има много красив каньон на р. Златна Панега, местността „Котлен“, уникални скални образувания „Куклите“ в Карлуковското карстово плато. Природни забележителности: циркусът „Котлен“, каменопад „Дайма“, лагуната с кръглото тресавище.
- Скитове в пазвите в каньона: Иглуто, Ларгото, Тепавицата, Лонгоза, Рилско място, Лозето.
- Скален скит с параклиси пред входовете на естествените пещери, използвани за убежище на монаси отшелници („Глигора“ и „Св. Марина“).
- Пещера Панежка Темната дупка с поток изворна вода, забулена в догадки и неизследвана.
- Скални фигури и циркуса в Котлен: Корабът Радецки, Носът, Делвата, Резето и др., както и скална шахта Въртопа.

Проучени са общо 240 пещери. От тях 6 – феноменът „Проходна“, „Безименна 22“ (Контрабасът), „Задъненка“ и др., както и двата скални феномена – „Струпанец“ и „Провъртеника“ – са обявени за природни забележителности. Пещерите са обект на изследване на Българската федерация по спелеология и Световната спелеоложка общност, която избира района за еталон в международната научноизследователска програма за сравнение на карстовите райони в света „PIGEK“. Някои от пещерите са уникални паметници на човешката култура от палеолита до XIV век.
В близост до Луковит се намира първият в България Геопарк „Искър-Панега“, създаден по програма ФАР на ЕС. Той се състои от два микрорайона – Карлуковски карстов комплекс и Крайпътен ландшафтен парк „Панега“. С подкрепата на Българската академия на науките и Българската асоциация за селски и екологичен туризъм геопаркът е създаден като устойчив туристически продукт от геоложки, геоморфоложки или палеонтоложки обекти с естетическа и културно-историческа стойност. Разположен е непосредствено до главен път Е-83 София-Плевен-Русе, като на входа му има безплатен паркинг с туристически информационен център.
Геопаркът включва:
- Красив каньон на река Златна Панега с уникалните скални образувания „Куклите“;
- Пещерата „Проходна“, достъпна и за разходки на неподготвени туристи и впечатляваща с величието на „окната“, известни като „Очите на Бога“. Скалните образувания и пещерите са използвани като естествен декор при заснемането на наши и чужди кинопродукции – филмите „Време разделно“, „Борис I“, „Аспарух“ и др.;
- Беседки, заслони с осигурени безплатни дърва за барбекю.;
- Национален пещерен дом „Петър Трантеев“ – с.Карлуково, който е включен в 100-те национални туристически обекта и притежава печат за подпечатване на туристически книжки;
- В геопарка са налице прекрасни условия за организиране на перфектен тийм-билдинг сред природата, включващ бънджи скокове от северния вход на „Проходна“ и алпийско спускане от „очите“ на пещерата, рафтинг и разходка с лодка по река Златна Панега, тийм-билдинг програми на открито, планинско колоездене, пейнтбол, оф-роуд и скално катерене.

## История
Най-ранните следи от човешки живот на територията на община Луковит датират от преди 2 – 3 хиляди години преди новата ера. Траки, римляни и българи са живели по тези земи, като доказателства са откритите гривни и бронзови брадвички, монети, парчета от глинени съдове, накити, части от каменни колони, ръчни мелници и др. В околностите на града е открито през 1953 г. Луковитското тракийско сребърно съкровище, датирано от средата до втората половина на IV век пр.н.е.
От османски регистри от XV век, които се съхраняват в Народната библиотека в София, става известно, че още около 1430 година, а вероятно и по време на Втората българска държава, съществува село Гюрне Лукович (Горни Луковит) влизащо в каза (област) Мроморнича (бълг. Мраморница). В друг регистър от 1495 г. се споменава, че селото, наброяващо 47 къщи, е влизало във вилаета Неделичко заедно с Карлуково – 39 къщи, Долни Луковит – 44 къщи и др.
Според османските архиви, през 1516 г. в Луковит започва да се разпространява исляма. Според изследователя на помаците Васил Миков, Луковит не е бил напълно ислямизиран, тъй като има данни, че през 1860 г. в населеното място е имало 250 помашки и 260 християнски къщи. След Освобождението почти всички помаци се изселват. От този период датира и известната народна песен „Луковитски моми“. Към 1893 година в селото живеят 133 помаци.
През 1889/1890 г. Плевенски окръг се дели на две околии: Плевенска, с 25 общини и 49 села, и Луковитска, с 16 общини и 23 села. През 1898 г. Луковит става град с всички околийски служби: околийско управление и съдилище, околийска болница, данъчно управление, първото училище „Инж. Г. Ив. Вълков“, построено през 1898 г., прогимназия и гимназия, народно читалище.
По време на бомбадировките на София през 1943 г. в сградата на гимназията е евакуирана Александровската болница.
В Луковит е построена една от първите ВЕЦ в България.

## Население
Численост на населението според преброяванията през годините:
| \| Година на преброяване \| Численост \| \| --------------------- \| --------- \| \| 1934 \| 7343 \| \| 1946 \| 7751 \| \| 1956 \| 8795 \| \| 1965 \| 9682 \| \| 1975 \| 10 399 \| \| 1985 \| 10 668 \| \| 1992 \| 10 505 \| \| 2001 \| 10 027 \| \| 2011 \| 8964 \| \| 2021 \| 7743 \| |           |
| Година на преброяване | Численост |
| 1934 | 7343      |
| 1946 | 7751      |
| 1956 | 8795      |
| 1965 | 9682      |
| 1975 | 10 399    |
| 1985 | 10 668    |
| 1992 | 10 505    |
| 2001 | 10 027    |
| 2011 | 8964      |
| 2021 | 7743      |

Етническият състав към 2011 г. включва 6171 българи, 158 турци и 1971 цигани.

## Управление
Луковит е административен център на община Луковит.
Резултатите от избор за кмет на община Луковит през последните години са:
- 1995 – Огнян Астарджиев (Предизборна коалиция БСП, БЗНС Александър Стамболийски, ПК Екогласност) печели на първи тур с 54% срещу Величко Вълов (независим).
- 1999 – Петър Нинчев (БСП, Българска Евролевица) печели на първи тур с 50% срещу Калин Кирков (ОДС плюс).
- 2003 – Петър Нинчев (независим) печели на втори тур с 55% срещу Иван Иванов (БСП).
- 2007 – Петър Нинчев (независим) печели на втори тур с 68% срещу Калин Кирков (независим).
- 2011 – Иван Грънчаров (ГЕРБ) печели на първи тур с 51,16% срещу Атанас Граждански (БСП).
- 2015 – Иван Грънчаров (ГЕРБ) печели на първи тур с 58,20%.
- 2019 – Иван Грънчаров (ГЕРБ) печели на първи тур с 58,58%.

## Инфраструктура
- ПГСС „Сергей Румянцев“

## Култура
Националният пещерен дом в Луковит е сред Стоте национални туристически обекта. В града функционира Народно читалище „Съзнание“.
Всяка първа неделя на месец октомври в гр. Луковит се организира традиционният Луковитски панаир.
Църквата в града е посветена на Свети Георги Победоносец. Тя е построена през 1885 година и през 2015 отбеляза своя 130-годишен юбилей. Храмът е седалище на Луковитското архиерейско наместничество на Плевенска епархия на Българската православна църква.
В околностите на града се намира градският стадион, на който играе местният футболен отбор ФК Ботев. Градът притежава и спортна зала, в която играят ВК Ботев (Луковит) и СКТМ Комета, както и плувен басейн, който се намира в четиризвездния хотел „Дипломат Плаза“. Местни спортисти имат отличия и в лекоатлетически състезания.

## Редовни събития
- Празник на града е Гергьовден, тъй като Свети Георги Победоносец, който е покровителят на местния храм, е и покровител на Луковит[7].
- През 2015 г. по предложение на проф. Игнат Игнатов и под егидата на областния управител д-р Мадлена Бояджиева Ловешка област е обявена за Световна зона на планинската вода.
- През 2015 година се създава ежегоден Национален събор на млякото в Луковит - „Млечният път на България през вековете"[8]

## Известни личности
Родени в Луковит
- Братан Ценов (р. 1964), борец
- Боби Шоу (р. 1963), илюзионист
- Иван Кръстев (р. 1965), политолог
- Надежда Сейкова (р. 1931), актриса и режисьор
- Георг Спартански (р. 1963), кмет на Плевен (2015 – )
- Иван Вълев (1928 – 2010), диригент на Северняшки ансамбъл „Иван Вълев“

Починали в Луковит
- Иван Антонов (1882 – 1928), революционер и духовник

Други личности, свързани с Луковит
- Димитър Талев (1898 – 1966), писател, интерниран в града през 1948 – 1958

## Други
Морският нос Луковит на остров Ливингстън, Южни Шетландски острови е наименуван в чест на град Луковит.